# Mirza Fatali Akhoundov
 (avril 2017).
Si vous disposez d'ouvrages ou d'articles de référence ou si vous connaissez des sites web de qualité traitant du thème abordé ici, merci de compléter l'article en donnant les références utiles à sa vérifiabilité et en les liant à la section « Notes et références ».
Mirza Fatali Mahammadtaghi oghlou Akhoundov, né le 12 juillet 1812 à Shaki et mort le 9 mars 1878, est un écrivain et philosophe azerbaïdjanais.

## Biographie
Mirza Fatali Akhundov (en azéri : Mirzə Fətəli Axundov ; né le 12 juillet 1812 à Cheki  et mort le 9 mars 1878 à Tiflis), également connu sous le nom de Mirza Fatali Akhundzade, ou Mirza Fath-Ali Akhundzadeh , était un célèbre écrivain, philosophe et fondateur de la critique littéraire moderne azerbaïdjanaise.
Parmi les professeurs de la madrasa, où Akhundzade a étudié en 1832, se trouvait le poète azerbaïdjanais Mirza Shafi Vazeh. Remarquant le don de Fatali, Vazeh essaie de susciter en lui un intérêt pour les sciences séculières.
Sous l'influence de l'enseignant, Fatali entre à l'école russo-azerbaïdjanaise de Chéki et, un an plus tard, déménage à Tiflis. Ici, il est embauché dans la fonction publique au bureau du directeur général de la partie civile, puis militaire du Caucase en tant qu'interprète des langues orientales vers le russe.

## Œuvres
Akhundzade ouvre à lui seul une nouvelle étape de développement de la littérature azerbaïdjanaise. Il acquit une renommée principalement en tant qu'auteur de pièces d'inspiration européenne en langue turque azérie. La première œuvre d'art de M.F.Akhundzade était le poème "Chikaetname"(plainte). En termes de contenu, c'était très traditionnel - la plainte du poète sur sa vie. Mais la vraie renommée lui a valu Poème oriental pour la mort de Pouchkine, rempli d'un profond chagrin face à la mort tragique du grand poète russe. À l'automne 1837, Mirza Fatali rencontra M. Yu. Lermontov à Tiflis. C'est avec l'aide d'Akhundzade que Lermontov étudié la langue azerbaïdjanaise et, à partir des paroles de Mirza Fatali, il écrit le conte de fées Achug Garib.
La créativité littéraire active de M.F.Akhundzade commence au début des années 50 du XIXe siècle. Il écrit six comédies originales : 
- Monsieur Jordin un botaniste et derviche Masteli-chah, célèbre magicien
- Mollah Ibrahim Halil alchimiste, possesseur de la pierre philosophale
- Vizir de khanat de Lencorane
- L'ours vainqueur du briganda
- Aventures du grigou(avare)(Hadji Gara),
- Les défenseurs de droit de l'homme de la ville de Tabriz (Les avocats de l'Est), .

Dans la nouvelle satirique Étoiles trompées, Akhundov représenta la désintégration des relations des féodaux et des patriarches. La conception du monde d'Akhundov se formait sous l'influence des idées progressistes de la philosophie orientale et aussi de la philosophie russe et des idées des matérialistes français du XVIIIe siècle.
Il a aussi rédigé le traité Lettres de Kemal-oud-Dovle.
L'Histoire de Monsieur Jordan, botaniste, et du derviche Mestèli chah, célèbre magicien (1850), traduit de l'azéri par Louis Bazin, est publié aux éditions l'Espace d'un instant  (ISBN 978-2-915037-48-7).

## Famille
Il se maria avec Toubi Khanum et eut 4 enfants : 2 filles, Seira (née le 16 février 1849) et Nisa (née le 18 décembre 1856) et 2 fils, Rachid (né le 28 janvier 1854) et Adil (né le 16 août 1859).

## Décorations
- Russes
  - Ordre de Saint-Stanislas IIIe classe (en 1856)
  - Ordre de Sainte-Anne IIIe classe (en 1859)
  - Ordre de Saint-Stanislas IIe classe (en 1866)
- Perses
  - Ordre du Lion et du Soleil IIIe classe avec décoration de diamant (1846)
  - Ordre du Lion et du Soleil IIe classe avec l'étoile (1868)
- Ottomane
  - Medjidie IVe classe (1864)